# Conomitrium carnosum
Conomitrium carnosum là một loài Rêu trong họ Fissidentaceae. Loài này được (Broth.) Paris mô tả khoa học đầu tiên năm 1904.